# 高阳公主 (唐玄宗)
高阳公主（？—？），唐玄宗第二十女，母不详。
仅见于《全唐文 卷二十四》记载了唐玄宗时的一段册文。记述唐玄宗第二十女被封为高阳公主。《新唐书 诸帝公主传》中玄宗并没有女儿曾被封为高阳公主。可能是《新唐书》漏记这位公主或某公主曾经的封号。从玄宗第二十一女太華公主的生年推测，高阳公主当生于722年至726年间。
由于《新唐书 诸帝公主传》中玄宗并没有女儿曾被封为高阳公主。有人认为这可能是太宗女高阳公主的册文，被误放至玄宗之列。但据《新唐书》的记载唐高宗永淳之前公主的实封为三百户。唐玄宗时公主所获实封曾从五百户增加到一千户。因此从食实封“一千户”判断，这位高阳公主不可能是唐太宗的女儿。同时以唐懿宗为例，《新唐书 诸帝公主传》确实漏记他的女儿。

## 相关史料
《全唐文 卷二十四》
○封高阳公主制
　　用嘉成德，将及推恩，疏封锡号，礼典攸在。第二十女资身淑慎，禀训柔明。克备肃雍之仪，允彰图史之德。而方营鲁馆，宜启沁园，俾承宠於中闱，复增荣於列赋。仍食实封一千户。